# Kirsch-lès-Sierck
Kirsch-lès-Sierck (deutsch Kirsch bei Sierck, lothringisch Kiisch) ist eine französische Gemeinde mit 329 Einwohnern (Stand 1. Januar 2022) im Département Moselle in der Region Grand Est (bis 2015 Lothringen). Sie gehört zum Arrondissement Thionville.

## Geografie
Kirsch-lès-Sierck liegt nahe dem Dreiländereck Frankreich-Luxemburg-Deutschland, etwa 20 Kilometer nordöstlich von Thionville auf einer Höhe zwischen 274 und 372 m über dem Meeresspiegel. Das Gemeindegebiet umfasst 8,9 km².

## Geschichte
Das Dorf gehört seit 1661 zu Frankreich. Von 1871 bis 1918 gehörte es zum Reichsland Elsaß-Lothringen im Deutschen Reich.

### Bevölkerungsentwicklung
| Jahr      | 1962 | 1968 | 1975 | 1982 | 1990 | 1999 | 2007 | 2019 |
| Einwohner | 263  | 267  | 242  | 222  | 220  | 214  | 283  | 312  |

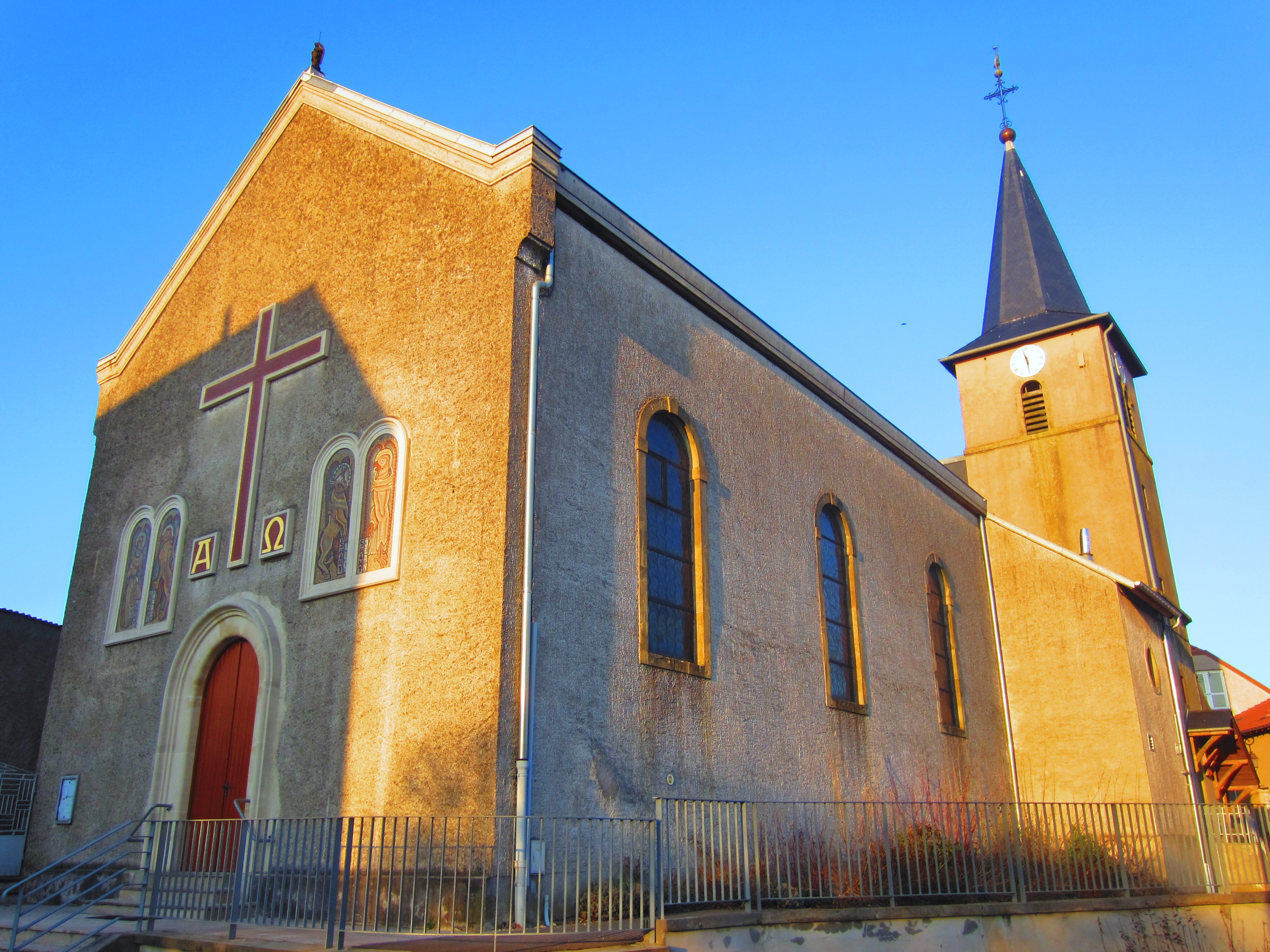
Kirche Saint-Rémi
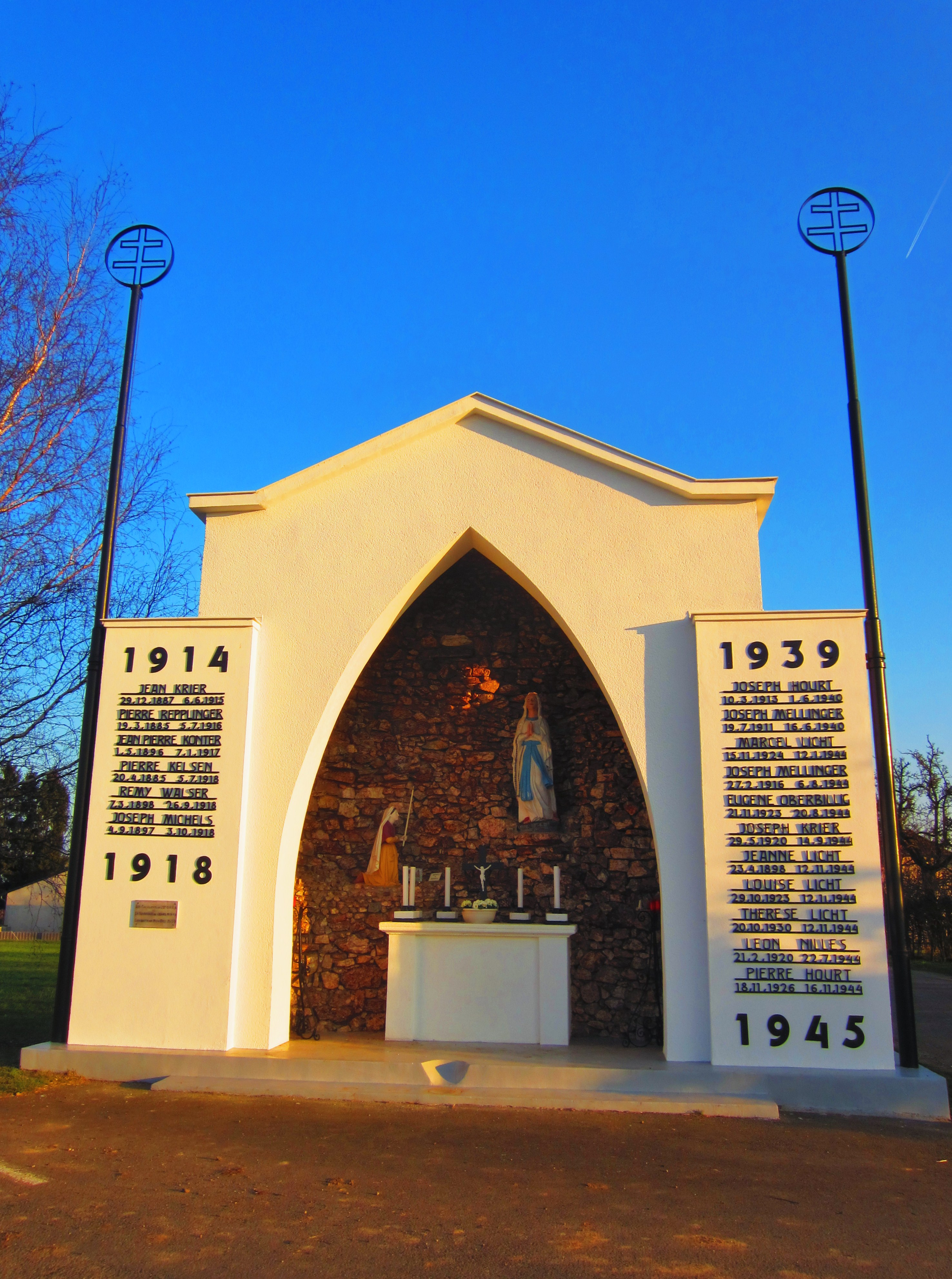
Kapelle und Gefallenen-Denkmal